# Faniëlla Poons
Fanny Ella (Faniëlla) Lohoff-Poons, (Amsterdam, 29 oktober 1889- aldaar, 5 december 1968) was een Nederlands sopraan en in mindere mate pianiste.

## Familie
Ze was dochter van zanger Sam Poons en actrice Elize van Biene. Broer Sylvain Poons was ook werkzaam in de muziekwereld. Zelf was ze tussen 1912 en 1933 getrouwd met dirigent Willem Lohoff. Ze was een nicht van actrice Sophie van Biene, die op haar beurt getrouwd was met zanger Désiré Pauwels.

## Leven
Ze kreeg haar opleiding in Amsterdam van Wilhelmina de Veer-de Lange (zang, dochter van Daniël de Lange) en Ulfert Schulz (piano). Een ander die bijdroeg aan haar loopbaan was Cornelis Dopper. Al op zestienjarige leeftijd zong ze te Koblenz en Keulen mee tijdens een uitvoering van Egmont van Ludwig van Beethoven/Johann Wolfgang von Goethe, algemene leiding was in handen van Willem Kes. Dit werd al snel gevolgd door haar operadebuut op 30 december 1906. Met liedertafel De Vereenigde Zangers zong ze in het Concertgebouw met collegae Jacoba Dhont en Tilia Hill. Niet veel later (1898) was ze betrokken bij een uitvoering onder leiding van Daniël de Lange. Ze sloot zich aan bij de NV Nederlandse Opera en Operette van Dédiré Pauwels.
Ze maakte onder de naam Elisa Poons haar Belgische debuut in 1913 bij de Koninklijke Vlaamse Opera, maar door het uitbreken van de Eerste Wereldoorlog moest ze terug naar Nederland en ging weer werken bij Poons en Nederlandse Opera van Gerardus H. Koopman. Van 1924 tot en met 1927 was ze te vinden op de Antwerpse podia, waar ze glansrollen vervulde in Der Rosenkavalier van Richard Strauss en Tristan und Isolde van Richard Wagner. Eenmaal terug in Nederland sloot ze zich weer aan bij de Nederlandse Opera, nu van Karel van Bijlevelt. Nadat in korte tijd haar moeder en vader overleden, volgde een echtscheiding in 1933. Na de beëindiging van haar actieve carrière in 1934 werd ze zangpedagoge. Ze ontsnapte aan de Jodenvervolging in de Tweede Wereldoorlog met een vals persoonsbewijs en door te werken als huishoudster, waarbij de muzikale kwaliteiten bij de gezinnen opviel. Zo nu en dan trad ze nog op; op 70-jarige leeftijd (5 december 1968) zong ze nog met het Noordhollands Philharmonisch Orkest onder leiding van Nico van der Linden.
Leerlingen van haar zijn sopraan Truus Bording, mezzosopraan Mimi Aarden, tenoren Philip Terke, Harry Pos en Jan Rietveld en bariton Jos Burcksen.
Ze overleed na enkele weken ziekte en werd begraven op Zorgvlied (graf is geruimd).